# أنقليس مرقش
أنقليس مرقش (الاسم العلمي: Anguilla nebulosa) (بالإنجليزية: Mottled eel)‏ هو نوع من الأسماك يتبع جنس الأنقليس من الفصيلة الأنقليسية.